# رود چیپیریری
رود چیپیریری رودی است که به رود ایسیبورو می‌ریزد. این رود از کشور بولیوی در شهرستان کوچوبامبا می‌گذرد.